# Вели Карахода
Вели Карахода (алб. Veli Karahoda; Призрен, 4. јануар 1968) албански је књижевник, песник и есејиста са Косова и Метохије. Завршио је Факултет уметности Универзитета у Приштини.

## Објављени радови
Романи
- (1991)
- (2000)
- (2003)
- (2015)

Приповетке
- (1994)
- (1995)

Песме
- (1992)
- (1993)

Есеји
- (1992)